# Colazza
Colazza är en ort och kommun i provinsen Novara i regionen Piemonte i Italien. Kommunen hade 451 invånare (2018).